# Kanton Brive-la-Gaillarde-2
Der Kanton Brive-la-Gaillarde-2 ist ein
französischer Wahlkreis im Arrondissement Brive-la-Gaillarde, im Département Corrèze und in der Region Nouvelle-Aquitaine. Er umfasst den nördlichen Teil der Stadt Brive-la-Gaillarde.

## Politik
| Vertreter im Departementrat | Vertreter im Departementrat     | Vertreter im Departementrat |
| Amtszeit                    | Namen                           | Partei                      |
| --------------------------- | ------------------------------- | --------------------------- |
| 2015–                       | Francis Colasson Lilith Pittman | UMP                         |